# Kistové
Kistové (gruzínsky ქისტები, čečensky Kistoj, Kisti) je subetnikum Čečenců na jižním svahu Velkého Kavkazu v Gruzii. Původně obývali Pankisskou soutěsku v okrese Achmeta, kde žije kolem 5 tisíc Kistů.
V Pankisské soutěsce obývají 6 kistských vesnic: Duisi, Dzibachevi, Jokolo, Šua Chalatsani, Omalo Shukaly Janiy (jiná vesnice než Omalo v Tušetii) a Birkiani.